# Luisa Neubauer
Luisa-Marie Neubauer (21 d'abril de 1996) és una activista alemanya per al clima. És una de les principals organitzadores de la vaga escolar del moviment climàtic a Alemanya, on es coneix habitualment com Fridays for Future (divendres per al futur). Ella advoca per una política climàtica que doni compliment i superi l'Acord de París i defensa el decreixement. Neubauer és membre de l'Aliança 90 / Els Verds i la Green Youth.

## Biografia

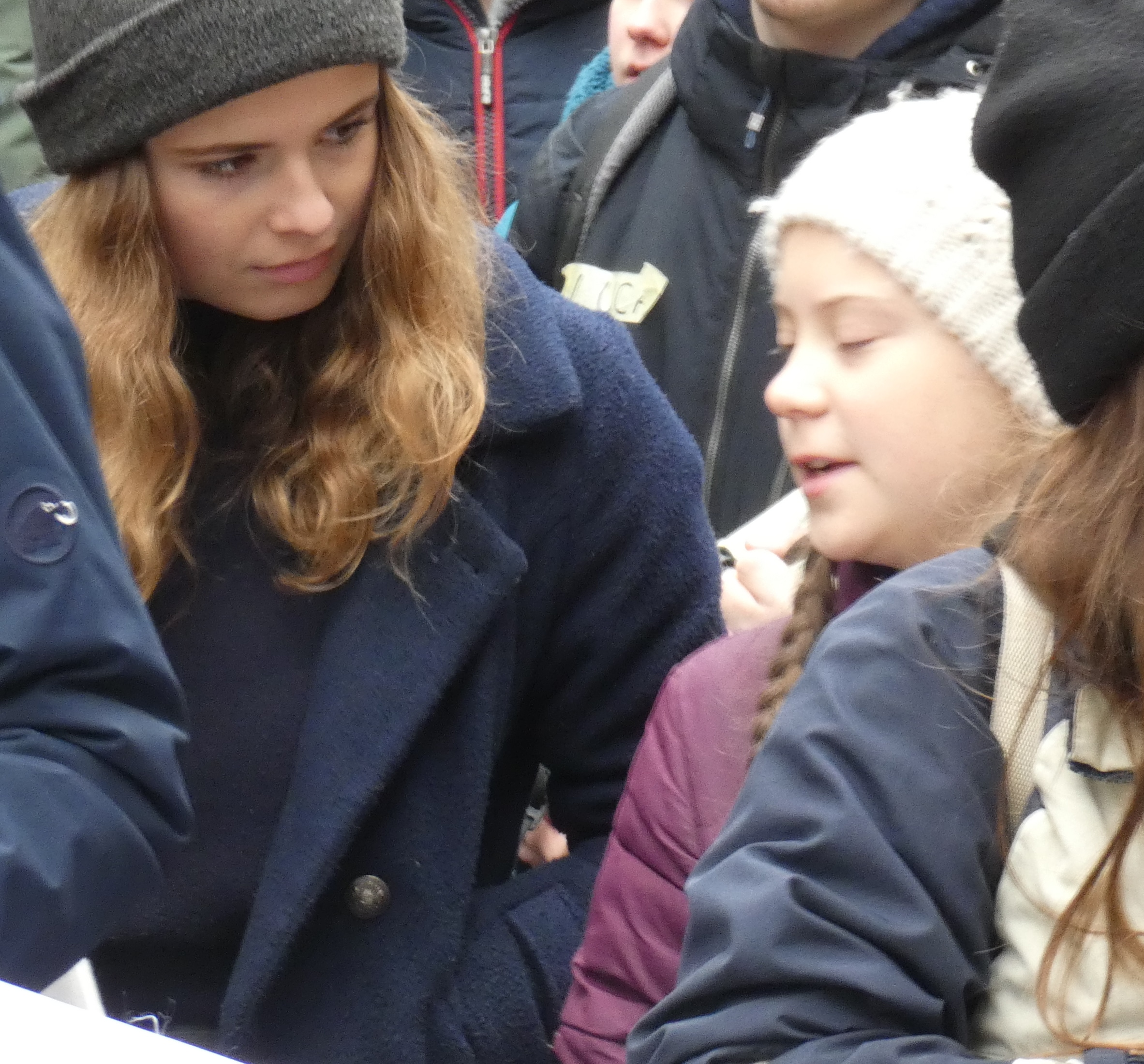
Luisa-Marie Neubauer (a l'esquerra) amb Greta Thunberg (a la dreta) el març de 2019, durant una protesta pel clima a Hamburg.

Neubauer va néixer a Hamburg com la més jove de quatre germans. La seva mare és infermera. La seva àvia va estar casada durant uns anys amb Feiko Reemtsma. Es va implicar en el moviment antinuclear de la dècada de 1980, va sensibilitzar Luisa Neubauer al problema climàtic i la va fer participar en la cooperativa taz. Dos dels seus tres germans grans viuen a Londres. La seva cosina Carla Reemtsma també és activista climàtica.
Neubauer va créixer al districte d'Hamburg-Iserbrook i va completar secundària a Hamburgo-Blankenese el 2014. L'any després de la seva graduació, va treballar en un projecte d'ajuda al desenvolupament a Tanzània i en una granja ecològica d'Anglaterra. El 2015 va començar a estudiar Geografia a la Universitat de Göttingen. Va fer un semestre a l'estranger al University College de Londres i va rebre beques del govern alemany i de la Fundació Heinrich Böll que està relacionada amb l'Aliança 90 / The Greens. El 2020 va completar els estudis de la llicenciatura en ciències.

### Activisme
Neubauer ha estat ambaixadora juvenil de l'organització no governamental ONE des del 2015. També ha estat membre de la Fundació pels drets de les generacions futures, 350.org, la fundació Right Livelihood Award, la campanya Free Fossil i The Hunger Project. Amb la campanya Divest! Retireu els vostres diners va forçar la Universitat de Göttingen a deixar d'invertir en indústries que guanyen diners amb carbó, petroli o gas.

### Fridays For Future
A principis del 2019, Neubauer va passar a ser coneguda com una de les principals activistes de Fridays For Future. Molts mitjans de comunicació fan referència a ella com la "cara alemanya del moviment". Neubauer rebutja les comparacions entre ella i altres organitzadors com Greta Thunberg, dient: "Estem construint un moviment de masses i arribant lluny en els nostres mètodes de mobilització i atenció. El que fa Greta és increïblement inspirador, però queda relativament lluny d'això."
Neubauer no veu les vagues com un mitjà per influir directament la política. Més important és el treball darrere de les vagues: "El que fem és increïblement sostenible. Creem estructures i convertim els esdeveniments en experiències educatives. I estem liderant debats sobre els principis de protecció climàtica".
El 13 de gener de 2020, es va anunciar que Neubauer havia rebutjat una oferta de Joe Kaeser per formar part del grup energètic de Siemens. En un comunicat, Neubauer va dir que "Si agafo la feina, estaria obligada a representar els interessos de la companyia i mai podria ser una crítica independent de Siemens", va explicar. "Això no és compatible amb el meu paper com a [activista] climàtica."
El dia abans, Siemens va anunciar que mantindria el contracte amb el grup Adani per subministrar la infraestructura ferroviària de la mina de carbó de Carmichael a Austràlia. Neubauer va dir a l'agència de notícies DPA : "Vam demanar a Kaeser que fes tot el possible per aturar la mina d'Adani. En canvi, ara es beneficiarà d'aquest desastrós projecte". Va afegir que aquesta decisió va ser "del segle passat" i que Kaeser va cometre un "error imperdonable".

### Crítiques
Neubauer va rebre una cobertura de premsa negativa pels seus vols amb avió anteriors que va fer a països de tot el món. Va respondre que qualsevol crítica sobre el seu consum personal distreu els grans problemes estructurals i polítics.
El professor Alexander Strabner de cièncie spolítiques a la Universitat de Ratisbona, la va acusar d'utilitzar el terme "vell home blanc" per a desacreditar gent amb opinions diverses.